# Metalimnobia edwardsi
Metalimnobia edwardsi är en tvåvingeart som först beskrevs av Alexander 1920.  Metalimnobia edwardsi ingår i släktet Metalimnobia och familjen småharkrankar.
Artens utbredningsområde är Kenya. Inga underarter finns listade i Catalogue of Life.